# Condado de Arlington
El condado de Arlington (en inglés: Arlington County), también llamado simplemente Arlington, es un condado urbano situado en la Mancomunidad de Virginia, en los Estados Unidos, separado de Washington D. C. por el río Potomac. Originalmente parte del distrito de Columbia, el terreno ahora ocupado por el condado fue devuelto a Virginia el 9 de julio de 1846 a través de una ley del Congreso que tomó efecto en 1847.
A 1 de enero de 2006 tenía una población estimada de 200 226 habitantes. Estrictamente hablando, no es adecuado referirse a Arlington como una ciudad. Muchas ciudades dentro del estado son independientes de los condados, aunque éstas podrían ser incorporadas a los condados. Sin embargo, Arlington no se ha incorporado porque las leyes de Virginia previenen la creación de una nueva municipalidad dentro de un condado que tenga una población superior a los 1000 habitantes por milla cuadrada.

## Historia

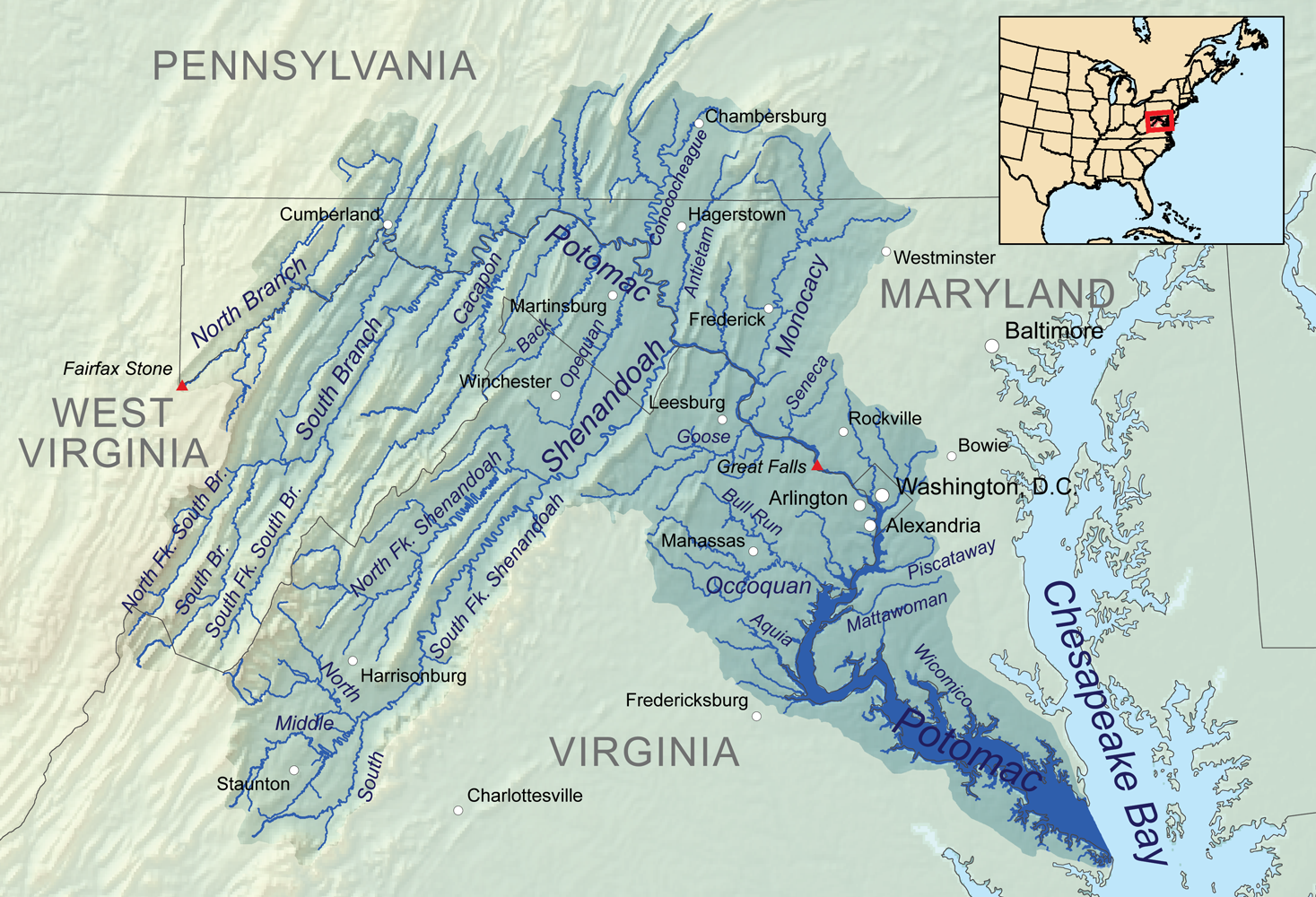
Mapa del río Potomac en el que aparece Arlington, enfrente de Washington D. C.

### Condado de Alexandria
Una vez parte del condado de Fairfax en la colonia de Virginia, el área que contiene el condado de Arlington fue cedido al Gobierno de los Estados Unidos por la Mancomunidad de Virginia, al oeste del río Potomac para que se convirtiera en parte de la futura capital federal, el distrito de Columbia. Dicha área fue más tarde devuelta a Virginia, junto a una porción de la hoy ciudad de Alexandria. Muchos de los mojones que una vez señalaron las fronteras del distrito permanecen en Virginia hoy, más de dos siglos después de que el equipo de medición que lideró Andrew Ellicott, los colocara en su emplazamiento actual.
En 1791, el Congreso de los Estados Unidos estableció los límites del territorio federal que albergaría a la capital de la nación en un cuadrado de 10 millas de lado, la máxima área permitida por el Artículo I, Sección 8, de la Constitución de Estados Unidos. Sin embargo, la legislación que había establecido estos límites, contenía una cláusula que prevenía al gobierno de los Estados Unidos de establecer una oficina federal o ministerio dentro del territorio que Virginia había cedido.

### Cementerio Nacional de Arlington

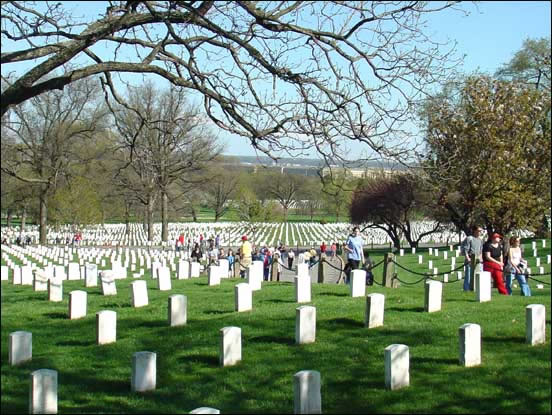
Cementerio Nacional de Arlington

El cementerio nacional de Arlington es un cementerio militar estadounidense establecido durante la guerra civil americana en los terrenos del General Confederado Robert E. Lee en frente de Washington D. C., al norte del Pentágono. Con cerca de 300 000 enterrados, el cementerio nacional de Arlington es el segundo cementerio más grande de los Estados Unidos.
Veteranos de todas las guerras norteamericanas están enterrados en el cementerio, desde la guerra civil americana hasta las de Afganistán y la invasión de Irak de 2003. Los muertos anteriores a la Guerra Civil fueron reenterrados después de 1900.
La tumba a los desconocidos también conocida como la Tumba al Soldado Desconocido se erige en lo alto de una colina con vistas a Washington D. C. Kennedy está enterrado en el cementerio de Arlington con su mujer Jacqueline Kennedy Onassis y algunos de sus hijos. Su tumba está adornada con la "Llama Eterna". Su hermano el Senador Robert F. Kennedy también está en una tumba próxima. Otro presidente de los Estados Unidos, William Howard Taft, que fue a su vez Presidente de la Corte Suprema, es junto a Kennedy, el único presidente enterrado en Arlington.
Otros lugares a visitar cercanos al cementerio son el "Memorial a Iwo Jima" y el Carillón holandés.

### Distrito de Columbia
Cuando el Congreso se mudó al nuevo distrito de Columbia en 1801, promulgó una ley por la que dividía el distrito en dos: (1) el condado de Washington, al este del río Potomac, y (2) el condado de Alexandría, al oeste del río. El condado de Alexandría contenía en ese periodo un área rural que incluye el actual condado de Arlington, y la ya urbanizada ciudad de Alexandría (ahora "Old Town" Alexandria), puerto sobre el río Potomac al sudeste de la actual ciudad de Alexandría.

## El Pentágono

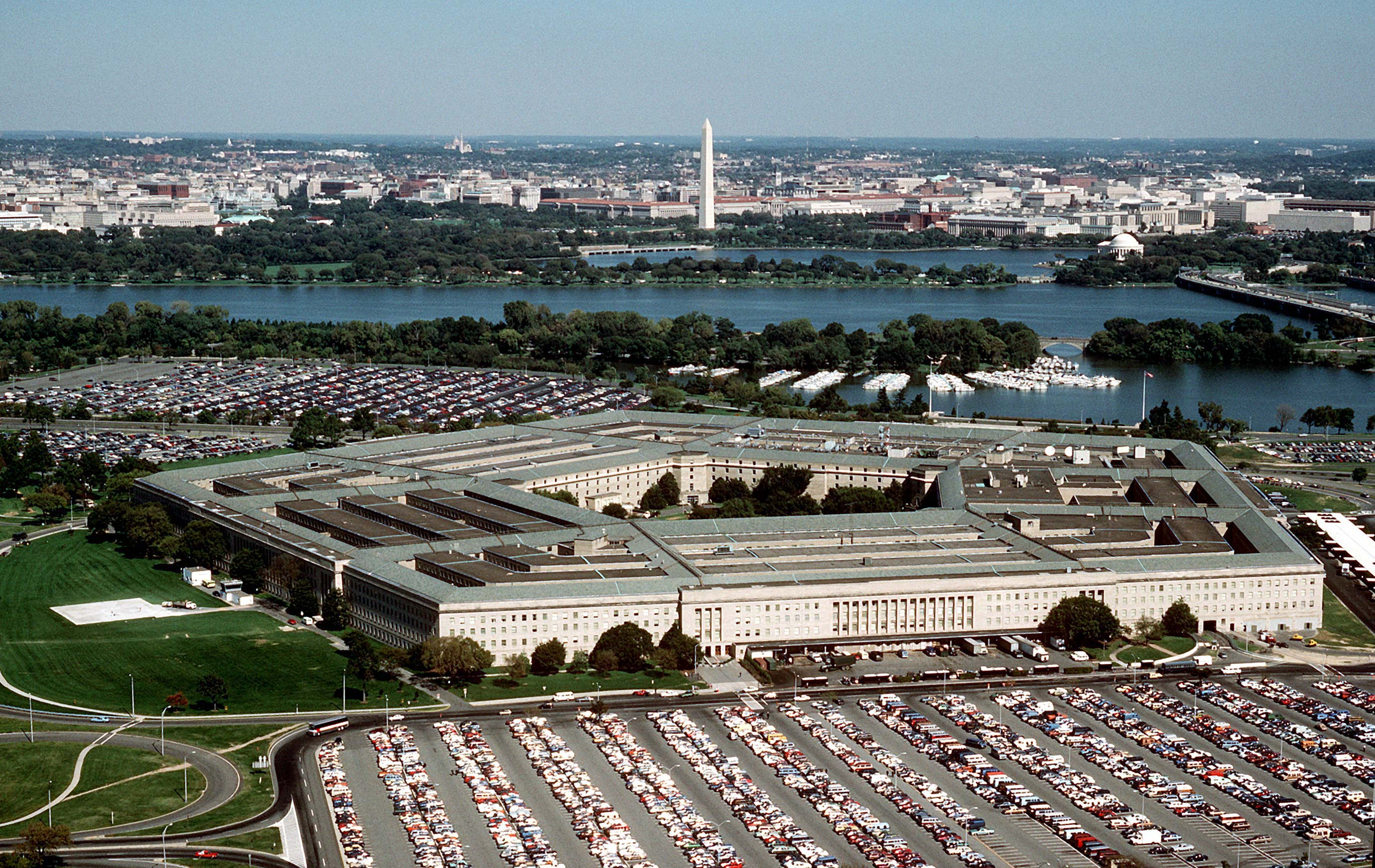
El Pentágono, con el río Potomac y el monumento a Washington al fondo.

En El Pentágono de Arlington se encuentran los cuarteles generales del Departamento de Defensa de los Estados Unidos. Fue entregado el 15 de enero de 1943 y es el edificio de oficinas más grande del mundo. Aunque está localizado en Arlington el Servicio postal de los Estados Unidos, exige que el Código Postal de Washington D. C. sea usado para el correo enviado al Pentágono.
El edificio tiene planta en forma de pentágono y aloja aproximadamente a 23 000 empleados militares y civiles, y también a unos 3000 no pertenecientes a defensa. Tiene 5 pisos con cinco pasillos en cada uno de los pisos.
Aunque fue construido durante los primeros años de la II Guerra Mundial, se le considera el edificio de oficinas más eficiente del mundo. Tiene 28 km (17,5 millas) de pasillos, y en siete minutos se puede llegar caminando a cualquier lugar del edificio.
Se usaron en su construcción 680 000 toneladas de arena y grava, extraídos del río Potomac que formaron 330 000 m3 de hormigón. Apenas se usó acero durante su construcción debido a las necesidades de la guerra.
La plaza descubierta en el centro del pentágono es conocida porque los militares no tienen que llevar la cabeza cubierta ni saludar. El bar en el centro de la plaza es conocido como Cafe Zona Cero, apodo originado durante la Guerra fría cuando el pentágono era objetivo de los misiles nucleares de la Unión Soviética.
Durante la II Guerra mundial, la primera parte de la Henry G. Shirley Memorial Highway fue construida en Arlington junto al plan para el aparcamiento y el tráfico de la zona. Esta autopista, se inauguró en 1943, llega hasta Woodbridge, Virginia y que se completó en 1952, forma ahora parte de la Interestatal 395.

## Gobierno y política
Arlington está gobernado por cinco miembros de la Junta del Condado, elegidos cada cuatro años.
| Cargo | Cargo          | Nombre                                                            | Partido   | Primera elección | Próxima elección |
| ----- | -------------- | ----------------------------------------------------------------- | --------- | ---------------- | ---------------- |
|       | Presidente     | Chris Zimmerman                                                   | Demócrata | 1996             | 2010             |
|       | Vicepresidente | Paul Ferguson                                                     | Demócrata | 1996             | 2007             |
|       | Miembro        | Barbara Favola                                                    | Demócrata | 1997             | 2008             |
|       | Miembro        | Jay Fisette Archivado el 4 de octubre de 2017 en Wayback Machine. | Demócrata | 1997             | 2009             |
|       | Miembro        | J. Walter Tejada                                                  | Demócrata | 2003             | 2007             |

Arlington también escoge a cuatro miembros de los 100 que componen la Casa de los Delegados de Virginia y a dos miembros del Senado de Virginia. Los senadores estatales son elegidos cada cuatro años y los delegados cada dos.
| Cargo | Cargo    | Nombre                 | Partido y distrito | Primera elección | Próxima elección |
| ----- | -------- | ---------------------- | ------------------ | ---------------- | ---------------- |
|       | Senadora | Patricia "Patsy" Ticer | Demócrata (30)     | 1995             | 2007             |
|       | Senadora | Mary Margaret Whipple  | Demócrata (31)     | 1995             | 2007             |
|       | Delegado | David Englin           | Demócrata (45)     | 2005             | 2007             |
|       | Delegado | Albert Eisenberg       | Demócrata (47)     | 2003             | 2007             |
|       | Delegado | Robert Brink           | Demócrata (48)     | 1997             | 2007             |
|       | Delegado | Adam Ebbin             | Demócrata (49)     | 2003             | 2007             |

El concejo escolar de Arlington lo componen cinco miembros que son elegidos por periodos de cuatro años. La ley de Virginia no permite que los partidos políticos presenten candidatos al concejo escolar, pero como en otras jurisdicciones de Virginia, los candidatos al concejo escolar son claramente apoyados por partidos.
| Cargo | Cargo          | Nombre       | Partido                              | Primera elección | Próxima elección |
| ----- | -------------- | ------------ | ------------------------------------ | ---------------- | ---------------- |
|       | Presidenta     | Mary Hynes   | apoyado por los Demócratas en 2002   | 1994             | *                |
|       | Vicepresidente | Libby Garvey | apoyado por los Demócratas en 2004   | 1996             | 2008             |
|       | Miembro        | Ed Fendley   | apoyado por los Demócratas en 2005   | 2005             | 2009             |
|       | Miembro        | Dave Foster  | apoyado por los Republicanos en 2003 | 1999             | 2007             |
|       | Miembro        | Frank Wilson | apoyado por los Demócratas en 2004   | 1996             | 2008             |

- Nota: Mary Hynes no se presentó a la reelección. En 2006 Sally Baird (D) fue elegida por una legislatura comenzando el 1 de enero de 2007.

Arlington tiene también bastantes Constitutional Officers, los cuales son elegidos por todo el condado.
| Cargo | Cargo                   | Nombre                 | Partido   | Primera elección | Próxima elección |
| ----- | ----------------------- | ---------------------- | --------- | ---------------- | ---------------- |
|       | Tesorero                | Frank O'Leary          | Demócrata | 1983             | 2007             |
|       | Funcionario de la Corte | David Bell             | Demócrata | ?                | 2007             |
|       | Fiscal del Estado       | Richard "Dick" Trodden | Demócrata | 1993             | 2007             |
|       | Alguacil                | Beth Arthur            | Demócrata | 2001*            | 2007             |
|       | Comisionado de Ingresos | Ingrid Morroy          | Demócrata | 2003             | 2007             |

En julio de 2000, Arthur fue escogido como alguacil interino, cuando su predecesora dimitió. En la elección del 2000, se presentó para conservar el puesto. En la elección de 2002 se presentó a la reelección, esta vez para el mandato completo de cuatro años.

### Recientes elecciones a Gobernador y Casa de Representantes
| Cargo | Cargo         | Nombre           | Partido   | Porcentaje | Año elección |
| ----- | ------------- | ---------------- | --------- | ---------- | ------------ |
|       | Gobernador    | Timothy M. Kaine | Demócrata | 74%        | 2005         |
|       | Representante | Jim Moran        | Demócrata | 60%        | 2004         |
|       | Gobernador    | Mark R. Warner   | Demócrata | 68%        | 2001         |
|       | Gobernador    | Don Beyer        | Demócrata | 62%        | 1997         |

### Resultados de las elecciones presidenciales
| - 2008 - 71,7% Obama (D) - 2004 - 31,3% G. W. Bush (R) - 2000 - 34,2% G. W. Bush (R) - 1996 - 60,5% Clinton (D) - 1992 - 57,8% Clinton (D) - 1988 - 45,4% Bush (R) - 1984 - 48,2% Reagan (R) - 1980 - 46,1% Reagan (R) - 1976 - 50,4% Carter (D) - 1972 - 59,4% Nixon (R) - 1968 - 45,9% Nixon (R) - 1964 - 61,7% Johnson (D) - 1960 - 51,4% Kennedy (D) | - 27,1% McCain (R)) - 67,6% Kerry (D) - 60,1% Gore (D) - 34,6% Dole (R) - 31,9% Bush (R) - 53,5% Dukakis (D) - 51,3% Mondale (D) - 39,6% Carter (D) - 47,9% Ford (R) - 39% McGovern (D) - 42,6% Humphrey (D) - 37,7% Goldwater (R) - 48,1% Nixon (R) |

## Transporte

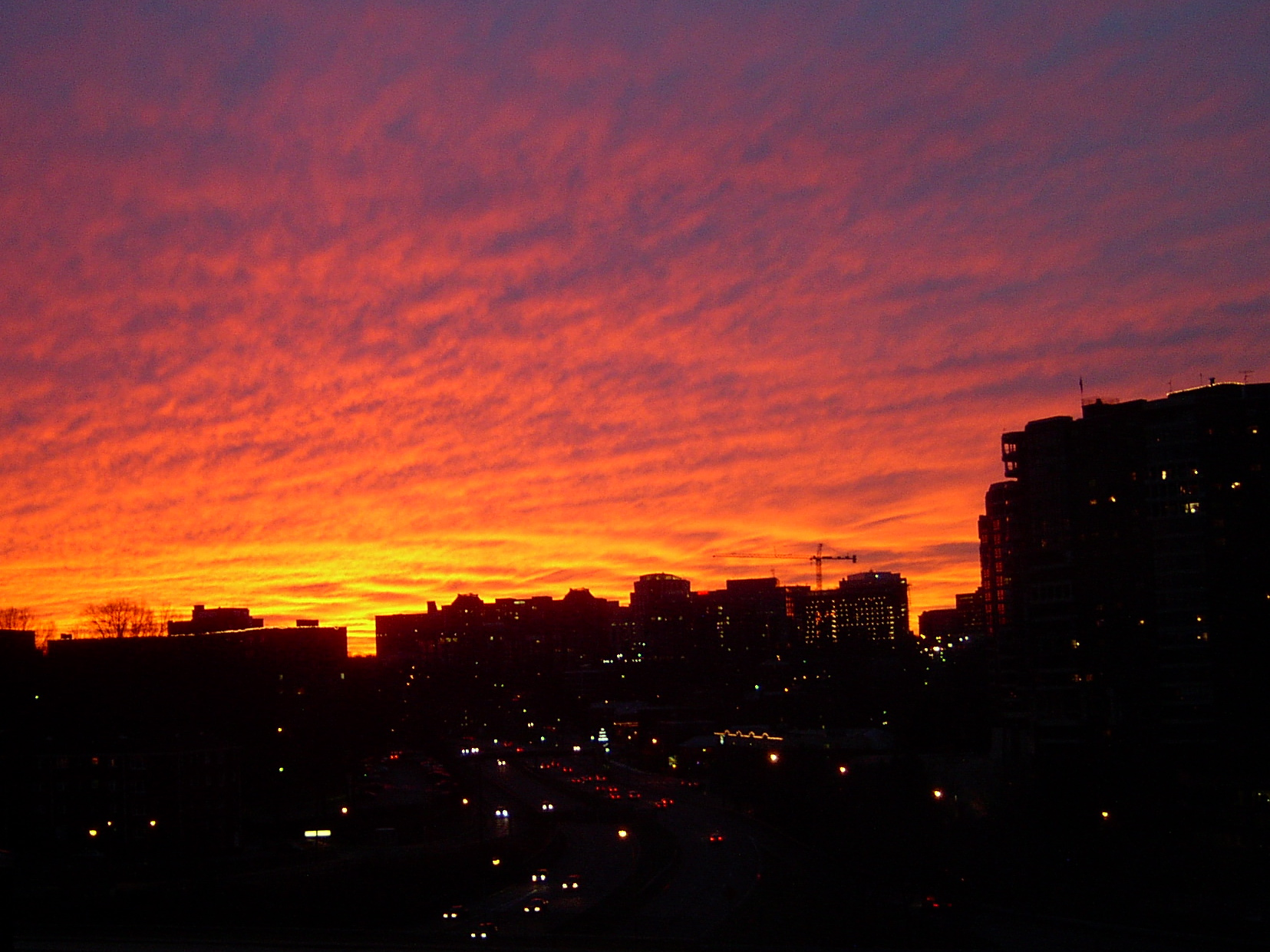
US 50 a través de Rosslyn al atardecer.

### Aeropuertos
En Arlington se encuentra el Aeropuerto Nacional Ronald Reagan.

### Transporte público
En Arlington se encuentran paradas de Metro de la línea Naranja, Azul y Amarilla pertenecientes al Metro de Washington. También se pueden utilizar el Virginia Railway Express (tren de cercanías), Metrobus (autobuses del Metro de Washington), y los autobuses públicos de Arlington (ART).
Además el Condado cuenta con una red de estaciones de bicicletas compartidas (bikesharing) que funcionan como transporte público. Las personas pueden inscribirse en cualquier estación para membrecías de 24 horas o 3 días, y en-línea para membrecías de un año, mensuales o Daily Key.
En Arlington, Capital Bikeshare es un servicio de Arlington y el Departamento de Transporte del Distrito en conjunto.
El condado de Arlington ofrece información de transporte en español a través del programa Dieta Cero-Auto.

### Carreteras en Arlington
Arlington está atravesada por dos autopistas interestatales, la Interestatal 66 al norte del Condado y la Interestatal 395 al sur, teniendo ambas carriles para vehículos con dos o más viajeros. Además, en el condado hay varias circunvalaciones urbanas y la George Washington Memorial Parkway.

### Rutas para bicicleta
Arlington tiene rutas para bicicletas apartadas del tráfico, que discurren a lo largo del río Potomac y sus afluentes, vías verdes, o autopistas (maps). Una de estas sendas, la Mount Vernon, discurre a lo largo del Potomac a lo largo de 32 km, continúa por Alexandria hasta la plantación de George Washington en Mount Vernon. Al sudeste de Arlington, al lado del Aeropuerto Nacional Ronald Reagan, la senda Mount Vernon se conecta a la senda Four Mile Run, la cual va en dirección oeste en el lecho de un valle.
Además, la vía verde Washington & Old Dominion (W&OD Trail), va hacia el noroeste con una extensión de 45 millas desde la frontera de Arlington/Alexandria en Shirlington a través de Falls Church, Vienna, Herndon, y Leesburg hasta la ciudad de Purcellville al oeste en el condado de Loudoun en Virginia. Otras vías verdes famosas incluyen la Custis, que va al oeste hasta la Interestatal 66 por Arlington, conectando la vía Mount Vernon en Rosslyn con la W&OD, y la Bluemont Junction, que va entre la W&OD y Ballston, donde se conecta a la Custis.
Además, una ruta en bicicleta apartada del tráfico divide en dos el condado, al oeste desde el Cementerio Nacional de Arlington, el memorial Iwo Jima Memorial y Rosslyn hasta Falls Church a través de una senda pavimentada adyacente a Arlington Boulevard (Ruta 50). Además, muchas de las calles del condado tienen carriles-bici, en los arcenes.

## Geografía
Arlington es el condado con autogobierno más pequeño en la parte continental de Estados Unidos (el más grande se encuentra en North Slope distrito de Alaska). De acuerdo al censo de Estados Unidos, el condado tiene un área total de 67 km² (26 mi²), de los cuales, 12 km² (4,6 mi²) son propiedad federal. Hay dos condados más pequeños pero no poseen autogobierno: Kalawao, Hawái (13,2 millas cuadradas) y Bristol, Rhode Island (24,7 millas cuadradas).
Arlington está geográficacamente localizado en (38,880344; -77,108260). Los límites de Arlington son: al norte el Condado de Fairfax, al oeste la ciudad de Falls Church, al sur la ciudad de Alexandria, y al este el río Potomac estando en la otra orilla la ciudad de Washington D. C.
Una persona sobre el Memorial Bridge de Arlington está exactamente a la misma distancia de Cumberland Gap, el punto más al oeste en Virginia, del centro de Boston, Massachusetts -- 636 km (394 millas).

### Vecindarios de Arlington

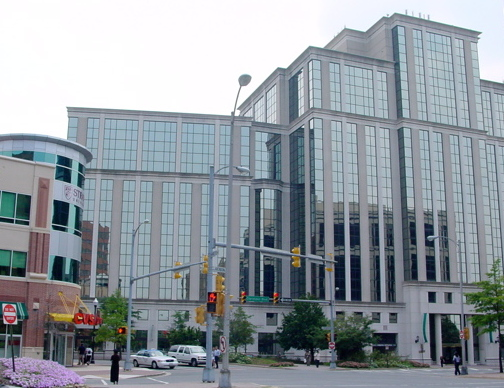
Courthouse.

Hay numerosos vecindarios dentro de Arlington que son llamados como si se trataran de distintas poblaciones. Algunos de estos vecindarios - particularmente aquellos localizados junto a paradas de Metro u otros medios de transporte - son llamados por el condado "villas urbanas". Estos incluyen:
| - Ballston - Clarendon - Columbia Pike - Courthouse - Crystal City - Lyon Village | - Maywood - Pentagon City - Rosslyn - Shirlington - Virginia Square - Westover |

A lo largo de la Lee Highway y la zona de East Falls Church hay un gran número de áreas con función comercial/venta al por menor con una densidad baja de oficinas.
Hay también numerosos vecindarios cuya función principal es residencial. Entre ellos se incluyen:
| - Alcova Heights - Arlington Forest - Arlington Heights - Arlington Ridge - Arlington View - Ashton Heights - Aurora Hills - Ballston Crossing - Barcroft | - Bluemont - Boulevard Manor - Buckingham - Cherrydale - Claremont - Columbia Forest - Columbia Heights - Country Club Hills - Crescent Hills - Dominion Hills | - Donaldson Run - Douglas Park - East Falls Church - Fairlington - Forest Hills - Glencarlyn - High View Park/Halls Hill - Lee Heights - Long Branch - Lyon Park | - Madison Manor - Maywood - New Dover - Nauck (Green Valley) - Rivercrest - Waverly Hills - Williamsburg - Woodlawn - Yorktown |

Arlington incluye una larga colección del Catálogo de casas prefabricadas Sears, que fueron levantadas entre 1908 y 1940. Consideradas de una cualidad excepcional, estas casas aun son buscadas por bastantes compradores. También en Arlington, se encuentran los primeros y mejores ejemplos de apartamentos con jardín del periodo posterior a la II Guerra mundial, algunos de los cuales fueron diseñados por el arquitecto Mirhan Mesrobian.
Numerosos vecindarios y grandes edificios de apartamentos con jardines están registrados en el Registro Nacional de Sitios Históricos o designados como Distritos Históricos Locales, incluyendo Arlington Village, Arlington Forest, Ashton Heights, Buckingham, Cherrydale, Claremont, Colonial Village, Fairlington, Lyon Park, Lyon Village, Maywood, Penrose, Waverly Hills y Westover.

### Códigos Postales
El prefijo 222 del código postal identifica a Arlington. Las zonas al norte de Arlington Boulevard tienen códigos postales impares (22201, 22203, 22205, 22207, 22209, y 22213), y al sur pares (22202, 22204, y 22206). Para oficinas postales, bases militares y mailers no se sigue esta regla.

## Residentes famosos
Las siguientes personas han nacido o crecido en el Condado, pero no necesariamente residen en él hoy en día.
- Batista, luchador profesional de la WWE
- William Henry Fitzhugh Lee, (1837-1891), nacido en Arlington, general del ejército confederado en la guerra civil americana y más tarde congresista de los Estados Unidos por Virginia.
- John Franklyn Mars, empresario y director de Mars Incorporated
- Warren Beatty, actor, n. 1937.
- Sandra Bullock , actriz, n. 1964.
- Paul Wellstone senador, MN 1944-2002.
- Katie Couric periodista, n. 1957 .
- Ian Mackaye, cantante de Rock/guitarrista, n. 1962.
- Matt Sharp, músico, n. 1969.
- Shirley MacLaine, actriz, n. 1934.
- Alexander Ovechkin, jugador profesional de Hockey sobre hielo (Washington Capitals), n. en 1985 en Moscú, URSS. Actualmente vive en Arlington ya que el equipo Washington Capitals planea construir un estadio nuevo en el futuro.
- Tom Dolan, medallista de oro en las olimpiadas de 1996.
- Gregory Thomas Garcia, creador de la serie Mi nombre es Earl.
- Hunter "Patch" Adams, médico, autor y activista social, n. 1945 .
- Juan Pablo Medina, actor, n. 1977.

## Ciudades hermanadas
Arlington cuenta con las siguientes ciudades hermanadas, siguiendo las reglas de la Sister Cities International, Inc. (SCI) (en inglés):
- San Miguel, El Salvador
- Coyoacán, México
- Aquisgrán, Alemania
- Reims, Francia

## Demografía
De acuerdo al censo de 2000, en el Condado habitaban 189 453 personas, con 86 352 hogares y 39 290 familias residentes en Arlington. La densidad de población fue de 2828 habitantes/km² (7323 habitantes/mi²), la más alta entre los condados de Virginia. Había 90 426 unidades residenciales con una densidad de 1350 unidades/km² (3495 unidades/mi²).
Entre las categorías étnicas, el 68,94 % eran blancos, 9,35 % negros o de ascendencia africana, 0,35 % nativos americanos, 8,62 % asiáticos, 0,08 % de las islas del Pacífico, 8,33 % de otras razas y 4,34 % de dos o más razas. Hispanos o latinos de cualquier raza componen el 18,62 % de la población.
El 28 % de los residentes de Arlington han nacido en el extranjero.
Había 86 352 hogares de los cuales el 19,30 % tenía niños menores de 18 viviendo en ellos, 35,30 % eran matrimonios viviendo juntos, 7,00 % tenían una mujer como persona principal en el hogar, y 54,50 % eran no familias. El 40,80 % de todos los hogares estaban formados por un solo individuo y 7,30 % tenían a alguien mayor de 65 años habitando en él. El hogar medio estaba formado por 2,15 individuos y la familia media por 2,96.
En el condado, la población por tramos de edades se repartía de la siguiente forma: 16,50 % menores de 18, 10,40 % entre 18 y 24, 42,40 % entre 25 y 44, 21,30 % entre 45 y 64, y 9,40 % mayores de 65. La media de edad era de 34 años. Por cada 100 mujeres había 101,50 hombres. Por cada 100 mujeres mayores de 18 había 100,70 hombres.
El ingreso medio para un hogar fue de 63 001 $, y para una familia de 78 877 $. Los hombres tienen una ingreso medio de 51 011 $ frente a los 41 552 $ de las mujeres. El ingreso per cápita en el condado es de 37 706 $. Casi el 5,00 % de las familias y el 7,80 % de la población se encuentran bajo el umbral de pobreza, incluyendo el 9,10 % con menos de 18 años y el 7,00 % mayores de 65. En 2004 el precio medio para una casa familiar sobrepasó los 600 000 $, aproximadamente el triple que hace una década, y la mediana subió a 550 000 $.

### Historia de la población de Arlington
- 1960.....163 401 Aunque en el censo de Arlington había una población de 135 449 en 1950, el censo de los Estados Unidos lo trató como área rural. En 1960 fue tratado por primera vez como área urbana.
- 1970.....174 284
- 1980.....152 299
- 1990.....170 936
- 2000.....189 453
- 2006.....200 226 (estimado)

## Educación
Las Escuelas Públicas de Arlington es el organismo público encargado del sistema educativo.
El Condado de Arlington gasta aproximadamente la mitad de sus ingresos en educación, lo que le convierte en uno de los 10 condados de la nación que más gastan por estudiante (en 2004, sobre 13 000$, el segundo más alto en los Estados, por detrás de Nueva York).
A través de un acuerdo con las escuelas públicas del condado de Fairfax aprobado por el concejo Escolar en 1999, hasta 26 estudiantes residentes en Arlington por nivel y curso podrán matricularse en la Thomas Jefferson High School for Science and Technology en el condado de Fairfax con un coste para Arlington de aproximadamente 8000 $ por estudiante. Por primera vez en 2006, más estudiantes (36) fueron admitidos en dicha high school que los permitidos por dicho acuerdo.
Otros escuelas: Bishop O'Connell Perteneciente a la Iglesia católica.

### Universidades
La George Mason University opera en el campus de Arlington, en el área entre Clarendon y Ballston. En el campus se aloja la Facultad de Derecho, Administración Pública y otros programas. Un nuevo edificio se está construyendo en el campus, con apertura prevista en 2007 que ampliará la capacidad del edificio actual y el de Derecho.
También hay campus de la Strayer University y DeVry University. La Marymount University, que es privada, localiza su sede en Arlington.